# Monasterace
Monasterace (en grecànic Monaseraci; en grec Μοναστηράκιον (Monastērákion)) és un comune (municipi) de la Ciutat metropolitana de Reggio de Calàbria, a la regió italiana de Calàbria, situat a uns 50 km al sud de Catanzaro i a uns 90 km al nord-est de Reggio de Calàbria. A 1 de gener de 2019 la seva població era de 3.581 habitants.
Monasterace limita amb els municipis de Stilo i Guardavalle.